# Magasin III
Magasin III Museum for Contemporary Art, är ett privatägt svenskt konstmuseum för samtida konst. Magasin III startade som en konsthall med namnet Magasin 3 Stockholm Konsthall. Institutionen byggde efter hand upp en egen samling samtida internationell konst och ändrade i linje med detta namnet till att innehålla begreppet museum. Sedan maj 2024 har Magasin III i Stockholm stängt ner sin publika verksamhet.
Museets lokaler ligger i ligger i ett tidigare lagerhus, Magasin 3, ritat på 1920-talet av Åke Tengelin och beläget i Stockholms frihamn. Verksamheten grundades 1987 av finansmannen Robert Weil och museichefen David Neuman. Det drivs av investmentbolag Proventus AB. 
Museet vill stödja konstnärlig verksamhet genom att introducera och presentera enskilda konstnärskap. Sedan starten har Magasin III visat verk av samtida konstnärer som Mona Hatoum, Tino Sehgal, Ai Weiwei, Pipilotti Rist och Tony Oursler.
Sedan 1987 har Magasin III:s samling vuxit hand i hand med utställningsprogrammet, inklusive mer än sjuttio verk som har skapats speciellt för Magasin III. Kuratorerna arbetar i nära samarbete med konstnärerna för att skapa nya verk som ingår i utställningar som är skräddarsydda för utställningsrummen. Magasin III samarbetar även med konstmuseer utomlands och har sedan 2017 en permanent utställningssatellit i Jaffa.
Magasin III arbetar i nära samverkan med konsthallen Accelerator, vars initiativtagare är David Neuman och Margareta Thomson. James Turrells ljusverk Dawning från 1992 var fram till 2020 det enda permanent utställda konstverket på Magasin III.
David Neuman var museichef 1987–2017. Richard Julin var chefsintendent 2007–2016. År 2016 blev Tessa Praun biträdande chef och chefsintendent, och 2017 museichef.